# PF-219,061
PF-219,061 je potentan i visoko selektivan agonist dopaminskog D3 receptora. Ovaj materijal razvija kompanija Pfizer kao potencijalni lek za tretiranje impotencije žena.

## Spoljašnje veze
|  | Molimo Vas, obratite pažnju na važno upozorenje u vezi sa temama iz oblasti medicine (zdravlja). |